# مارك سميث (لاعب كرة قاعدة)
مارك سميث (بالإنجليزية: Mark Smith)‏ هو لاعب كرة قاعدة أمريكي، ولد في 23 نوفمبر 1955 في مقاطعة أرلنغتون في الولايات المتحدة.

## وصلات خارجية
- مارك سميث على موقعبيزبول رفرنس.كوم (الدوري الرئيسي) (الإنجليزية)
- مارك سميث على موقعبيزبول رفرنس.كوم (الدوري الثانوي) (الإنجليزية)
- مارك سميث على موقع إي إس بي إن.كوم (أم.أل.بي) (الإنجليزية)
- مارك سميث على موقع مشجعي الرسوم البيانية (الإنجليزية)